# James Ball
James Allan „Jimmy“ Ball (* 7. Mai 1903 in Dauphin, Manitoba; † 2. Juli 1988 in Victoria, British Columbia) war ein kanadischer Leichtathlet, der in den Jahren um 1930 erfolgreich war. Der 400-Meter-Spezialist nahm an zwei Olympischen Spielen teil.
Er studierte Pharmazie an der Universität Manitoba.
Er wurde im Jahr 1980 in die Manitoba Sports Hall of Fame and Museum aufgenommen.
Er war 1,80 m groß und wog in seiner aktiven Zeit 69 kg.

## Karriere

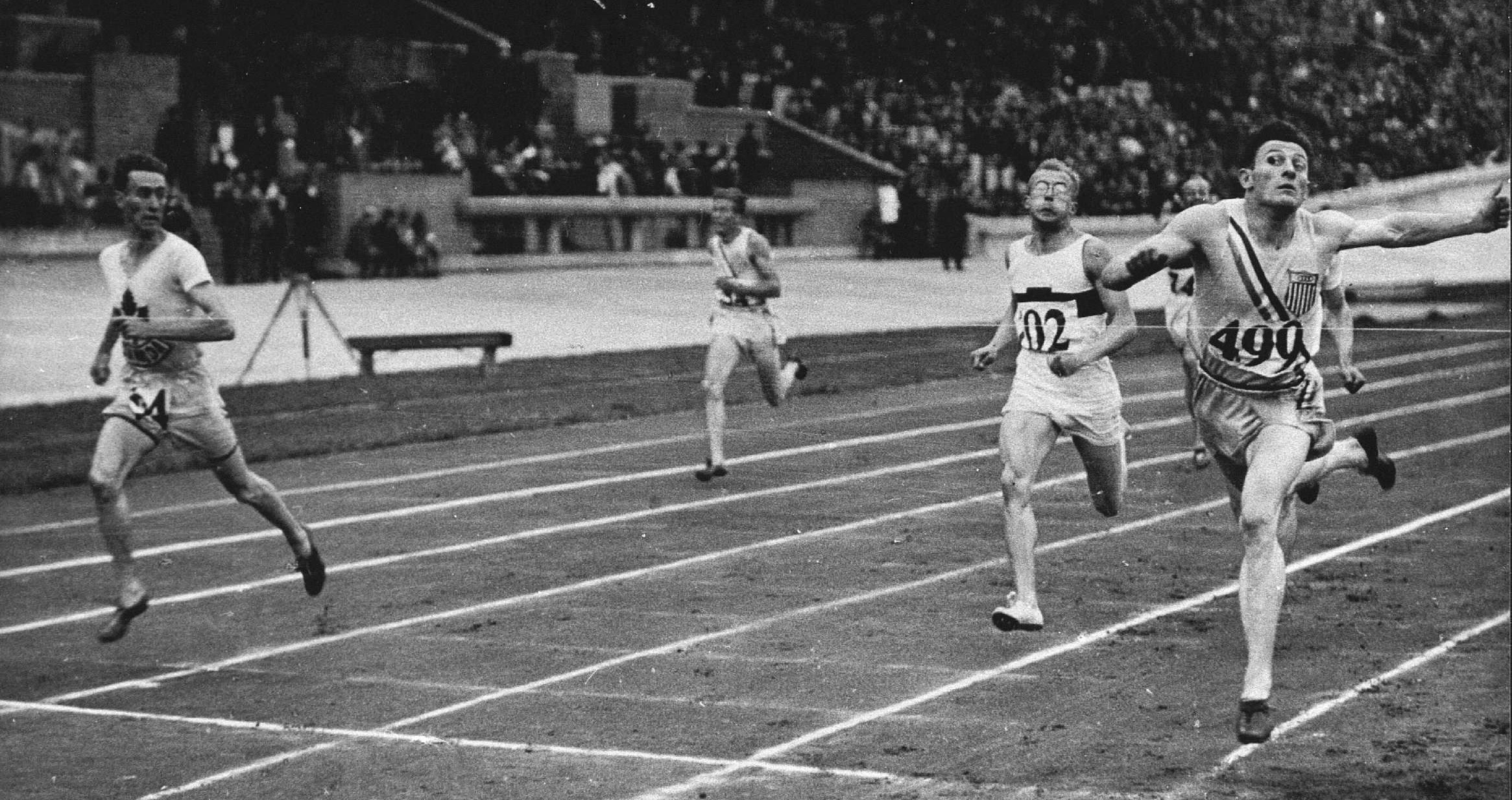
James Ball (links) gewinnt 1928 Silber

Seinen ersten sportlichen Erfolg hatte Jimmy Ball im Jahr 1925, als er zwei regionale Meistertitel – von Manitoba und von Westkanada – gewann. Zwei Jahre später siegte er bei den Dominion Championships sowohl über 440 Yards als auch mit der westkanadischen Staffel.
Bei den Olympischen Spielen 1928 in Amsterdam gewann er sämtliche Ausscheidungsläufe und ließ im Halbfinale mit 48,6 s den US-Amerikaner Ray Barbuti um zwei Zehntelsekunden hinter sich. Im Finale dagegen lautete die Reihenfolge umgekehrt. Barbuti steigerte sich um eine volle Sekunde auf 47,8 s und holte sich den Olympiasieg, während Ball in 48,0 s auf Platz 2 vor dem Deutschen Joachim Büchner (Dritter in 48,2 s) kam. Eine weitere Einzelmedaille konnte Ball in der Folgezeit nicht mehr gewinnen. Zwei Jahre später bei den British Empire Games 1930 in Hamilton reichte es über 440 Yards ebenso wie über 220 Yards nur für Platz fünf, und bei den Olympischen Spielen 1932 in Los Angeles musste er als Sechster und letzter seines Halbfinallaufs in 49,0 s die Konkurrenz beenden. Dafür jedoch kam er als Mitglied der kanadischen Mannschaft in der 4-mal-400-Meter-Staffel gleich dreimal in die Medaillenränge:
- Bei den Spielen 1928 in Amsterdam gewann das kanadische Team, das in der Besetzung Alex Wilson, Phil Edwards, Stanley Glover und Ball als Schlussläufer antrat, in 3:15,4 min Bronze hinter den USA (Gold in der Weltrekordzeit von 3:14,2 min) und Deutschland (Silber in 3:14,8 min).

- 1930 bei den British Empire Games in Hamilton kam die kanadische Staffel in der Besetzung Wilson, Art Scott, Ball und Stan Glover in 3:19,8 min auf den zweiten Platz.
- Das Jahr 1932 begann verheißungsvoll, als Ball zusammen mit Percy Williams, Wilson und Edwards bei den Millrose Games in New York City ein Sieg über das Team der USA gelang. Die Revanche erfolgte jedoch auf dem Fuße: Bei den Spielen in Los Angeles stellten die USA in 3:08,2 min erneut einen Weltrekord auf und ließen den Staffeln aus dem Vereinigten Königreich und Kanada keine Chance. Die Briten kamen mit drei Sekunden Rückstand auf den zweiten Platz, und das kanadische Team mit Ray Lewis, Ball, Edwards und Wilson, das zwei Sekunden schneller war als vier Jahre zuvor in Amsterdam, kam in 3:12,8 min auf den dritten Platz.

Mit diesem Erfolg beendete Ball seine internationale Karriere.